# Třída Wave
Třída Wave je třída tankerů postavených pro Royal Fleet Auxiliary, podpůrnou složku britského královského námořnictva. Jejich úkolem je zásobování válečných lodí královského námořnictva při operacích na širém moři. Nejsou však kompatibilní s novějšími letadlovými loděmi třídy Queen Elizabeth. Postaveny byly dvě jednotky, které ve službě nahradily tankery třídy Ol. Ve službě byly v letech 2002–2022. Roku 2022 byly převedeny do rezervy. Ve službě třídu Wave nahradily čtyři jednotky nové třídy Tide. Oba tankery byly uloženy v rezervě. Roku 2024 byl oznámen plán na jejich vyřazení.

## Stavba
Britská loděnice BAE Systems v Barrow-in-Furness postavila dvě jednotky této třídy, které byly do služby zařazeny v letech 2002–2003.
Jednotky třídy Wave:
| Jméno                  | Spuštěna | Vstup do služby | Status                    |
| ---------------------- | -------- | --------------- | ------------------------- |
| RFA Wave Knight (A389) | 2000     | 16. října 2002  | Od března 2022 v rezervě. |
| RFA Wave Ruler (A390)  | 2002     | 16. dubna 2003  | Od dubna 2018 v rezervě.  |

## Konstrukce

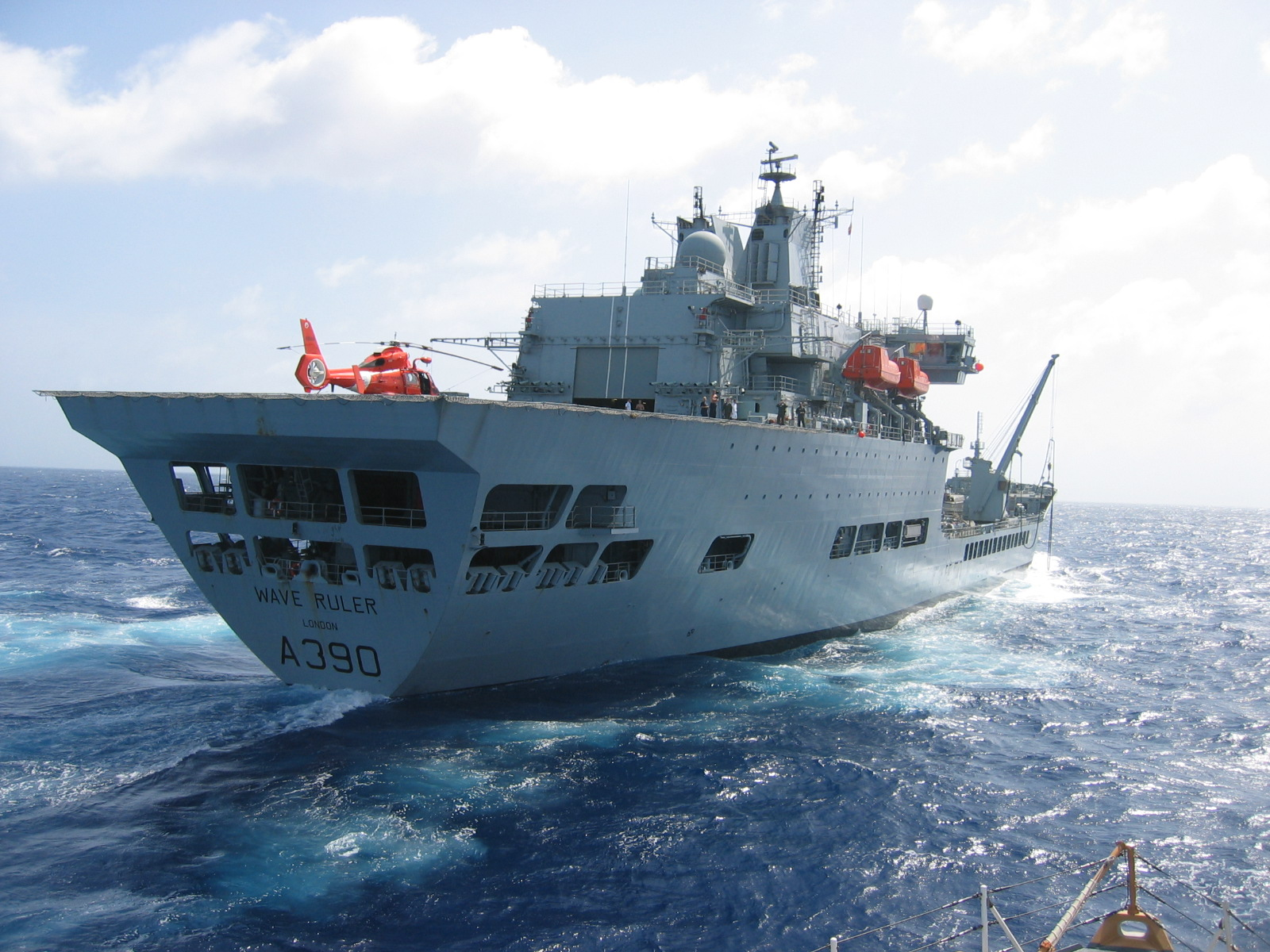
Wave Ruler

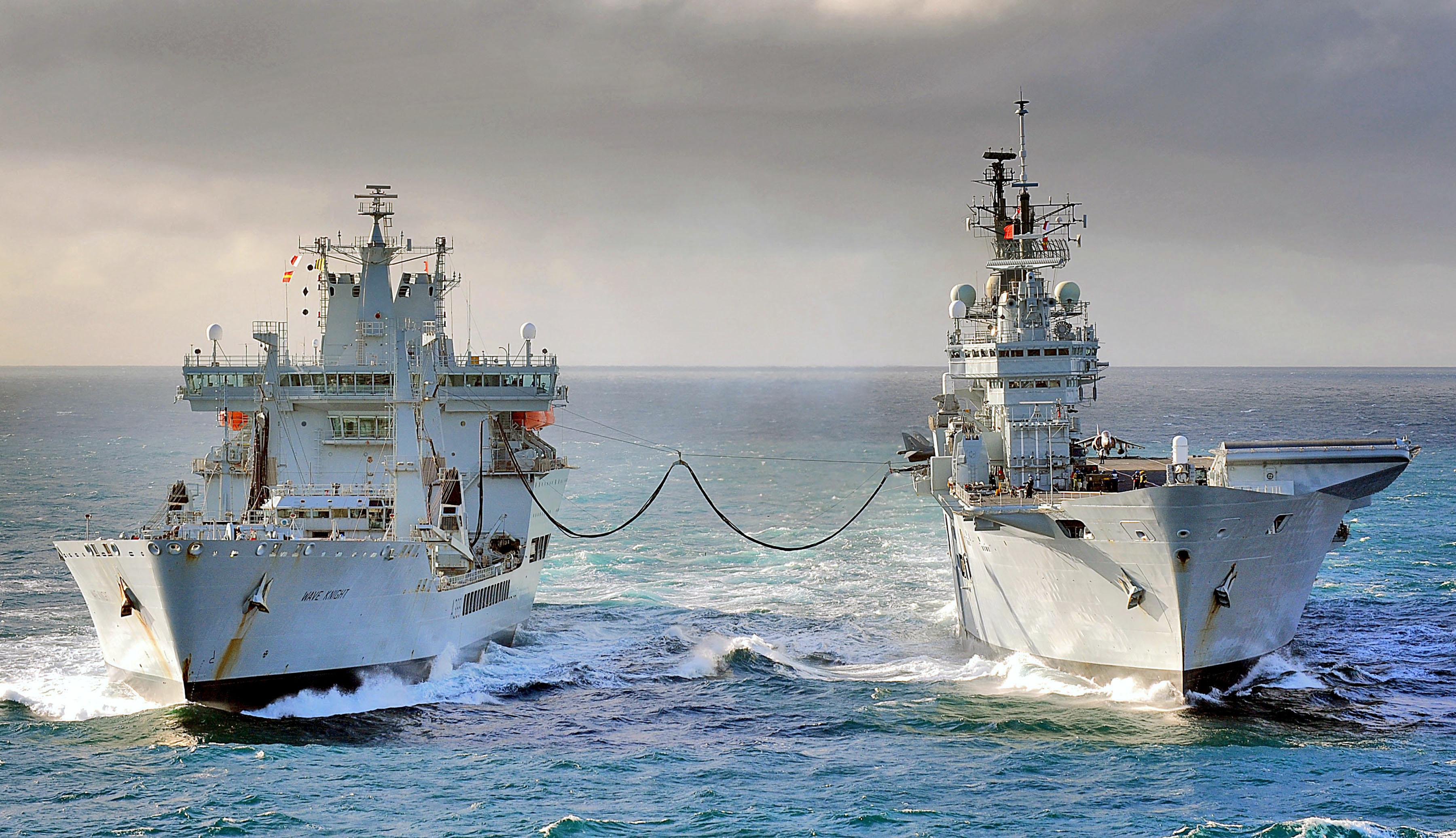
Wave Knight a letadlová loď HMS Ark Royal (R07)

Posádku tvoří 80 námořníků a 22 příslušníků leteckého personálů. Plavidla mají námořní vyhledávací radar, navigační radar Type 1007 a identifikační radar Type 1017. Obranu zesiluje odpalovací zařízení klamných cílů. Kapacita lodí je 16 000 m3 paliva, 500 m3 dalšího nákladu a osm chladicích kontejnerů o délce 6,1 m. Na zádi tankerů je přistávací plocha s hangárem pro jeden vrtulník velikosti typu Merlin. Obrannou výzbroj tvoří dva 30mm kanóny a čtyři 7,62mm kulomety. V případě potřeby mohou být instalovány rovněž dva systémy blízké obrany Phalanx CIWS. Pohonný systém je dieselelektrické koncepce. Tvoří ho dva dieselové generátory Wärtsilä 12V 32E a čtyři elektromotory General Electric CLM o výkonu 14 195 kW. Nejvyšší rychlost je 18 uzlů. Dosah 8000 námořních mil při rychlosti 18 uzlů.